# Магнітний надпровідниковий сепаратор
Магнітний надпровідниковий сепаратор (рос. сепаратор магнітний сверхпроводниковый, англ. highly-gradientic cryomagnetic separator, supercondacting magnetic separator, нім. Kryomagnetscheider m) — магнітний сепаратор в якому магнітне поле створюється надпровідниковими електромагнітними системами.
Застосування надпровідникових електромагнітних систем дозволяє створювати в робочих зонах С.м.н. магнітні поля із високою індукцією до 10 Тл. Відомі конструкції С.м.н. без феромагнітних матриць. Це сепаратори барабанного типу та апарати які працюють на принципі відхилення траєкторій руху діа- та парамагнітних частинок. Такі сепаратори можуть бути застосовані як для мокрого так і для сухого збагачення. Виробляються С.м.н. із надпровідникових магнітних систем соленоїдного типу циклічної дії з вертикальним напрямком осі соленоїда, а також безперервної дії із горизонтальним напрямом осі соленоїда. Робоча зона цих сепараторів заповнена феромагнітними матрицями, для яких переважно застосовують стальні сітки та стальну «вату», що дозволяє створювати неоднорідне магнітне поле із високими ґрадієнтом напруженості.
С.м.н. циклічної дії та безперервно діючі сепаратори з рухомими сепараційними зонами застосовуються для очищення каолінових глин від оксидів заліза та титану. Промислові С.м.н. мають робочу зону діаметром 1(2) метри, довжиною до 1,5 метра.
В багатьох розвинутих країнах — Велика Британія, США, Японія, Чехія, Фінляндія, Росія та Україна, проводяться роботи по розробці сучасних конструкцій С.м.н.
Перспективними напрямками застосування таких сепараторів є: — збагачення окиснених слабкомагнітних залізних руд: гематитових, сидеритових, ґетитових; — збагачення слабкомагнітних руд: нікелевих, манґанових, хромових, молібденових, уранових, вольфрамових; — збагачення слабкомагнітних моліметалічних рідкіснометалічних, рідкісноземельних, золотовміс-них руд, розсипів і техногенних відходів; — очистка каолінів, бокситів, глазурі, графітів, вогнетривів, тальку, магнезиту, карбонату кальцію, доломіту, польового шпату від залізистих та ін. парамагнітних (в тому числі фарбників) домішок; — очистка пісків для скляної і керамічної промисловості; — очистка технологічної та оборотної води прокатних станів і атомних електростанцій; — очистки стічних вод хім. виробництв; — вилучення сірки та інших шкідливих домішок із вугілля.
С.м.н. належить до екологічно чистого збагачувального обладнання. У порівнянні з іншими магнітними сепараторами він забезпечує суттєво менше енергоспоживання і підвищену питому продуктивність.